# Marlon Harewood
Marlon Harewood   (Hampstead, 25 d'agost de 1979) és un exfutbolista anglès que jugava com a davanter. El seu primer equip va ser el Nottingham Forest. Amb el West Ham United ha guanyat el Football League Championship Play-Offs (2005) i ha estat subcampió de la FA Cup (2006).
Va fer el seu debut a la lliga el 1998. El mateix any, va adquirir experiència a l'estranger amb un període de préstec reeixit al FC Haka de la Veikkausliiga finlandesa, guanyant tant el campionat finlandès com el Copa de Finlandia. El 1999, va tenir un altre període de préstec amb l'Ipswich Town, marcant un gol contra Bury FC en sis aparicions. Harewood es va forjar una reputació com un dels davanters més letals de la primera divisió. Va marcar 51 gols en 124 partits de lliga i 58 aparicions de substitut amb Forest i també va marcar quatre gols en 23 aparicions de copa. Va formar una associació d'atac brillant amb el seu amic íntim David Johnson. Van marcar 50 gols entre ells, dels quals Harewood va marcar 21 gols, inclosos 4 en un partit contra Stoke City, per acomiadar Paul Hart's Forest als playoffs de la temporada 2002-03. Va cridar l'atenció dels aficionats del West Ham quan va marcar per Forest en un enfrontament de la tercera ronda de la Copa anglesa de futbol a Upton Park el 4 de gener de 2003. No obstant això, el contracte de Harewood havia de caducar l'estiu de 2004 i després d'haver-se ofert un contracte pitjor del que ja tenia, el va rebutjar i va decidir marxar.

## Clubs
| Club                    | País       | Any         |
| ----------------------- | ---------- | ----------- |
| Nottingham Forest       | Regne Unit | 1996 - 2003 |
| FC Haka (cedit)         | Finlàndia  | 1998        |
| Ipswich Town (cedit)    | Regne Unit | 1999        |
| West Ham United FC      | Regne Unit | 2003 - 2007 |
| Aston Villa             | Regne Unit | 2007 -      |
| Wolverhampton Wanderers | Regne Unit | 2009        |
| Newcastle United        | Regne Unit | 2009        |
| Aston Villa (cedit)     | Regne Unit | 2009 -      |